# Tohi de Californie
Melozone crissalis
Espèce
Synonymes
- Pipilo crissalis (désuet)

Répartition géographique
Statut de conservation UICN

 LC  : Préoccupation mineure
Le Tohi de Californie (Melozone crissalis) est une espèce de passereau appartenant à la famille des Passerellidae.

## Description
Cet oiseau mesure 20 à 25 centimètres de long avec une queue assez longue. Il ressemble à un gros moineau avec un plumage brun sauf sous la queue et au niveau de la gorge où il a des taches rousses. Il existe un léger dimorphisme entre mâle et femelle.
Selon la classification de référence du Congrès ornithologique international (15.1, 2025) il se répartit en cinq sous-espèces (du nord au sud) :
- Melozone crissalis petulans (Grinnell & Swarth, 1926) ;
- Melozone crissalis crissalis (Vigors, 1839) ;
- Melozone crissalis senicula (Anthony, 1895) ;
- Melozone crissalis aripolia (Oberholser, 1919) ;
- Melozone crissalis albigula (S.F. Baird, 1860) .

## Galerie

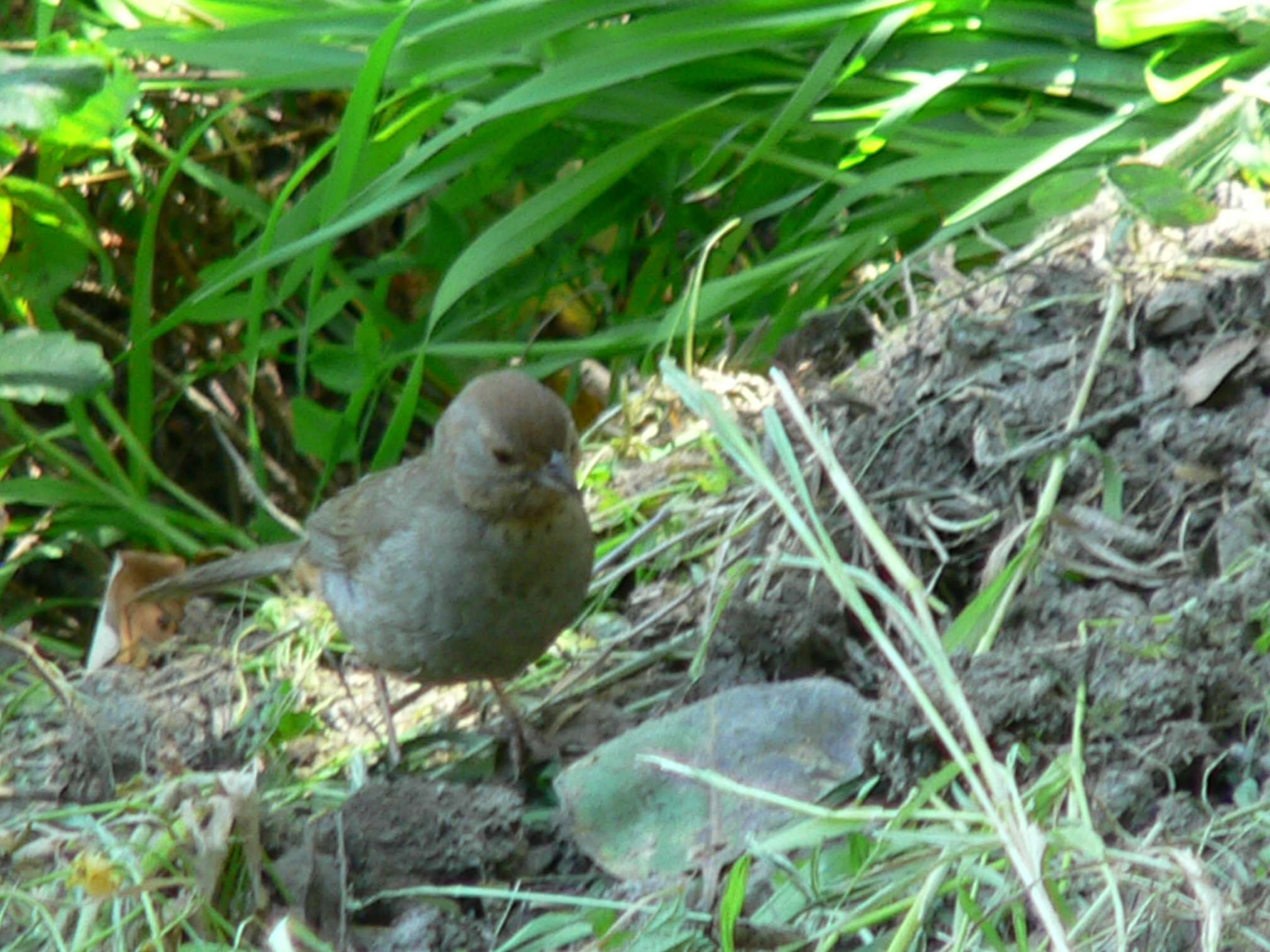
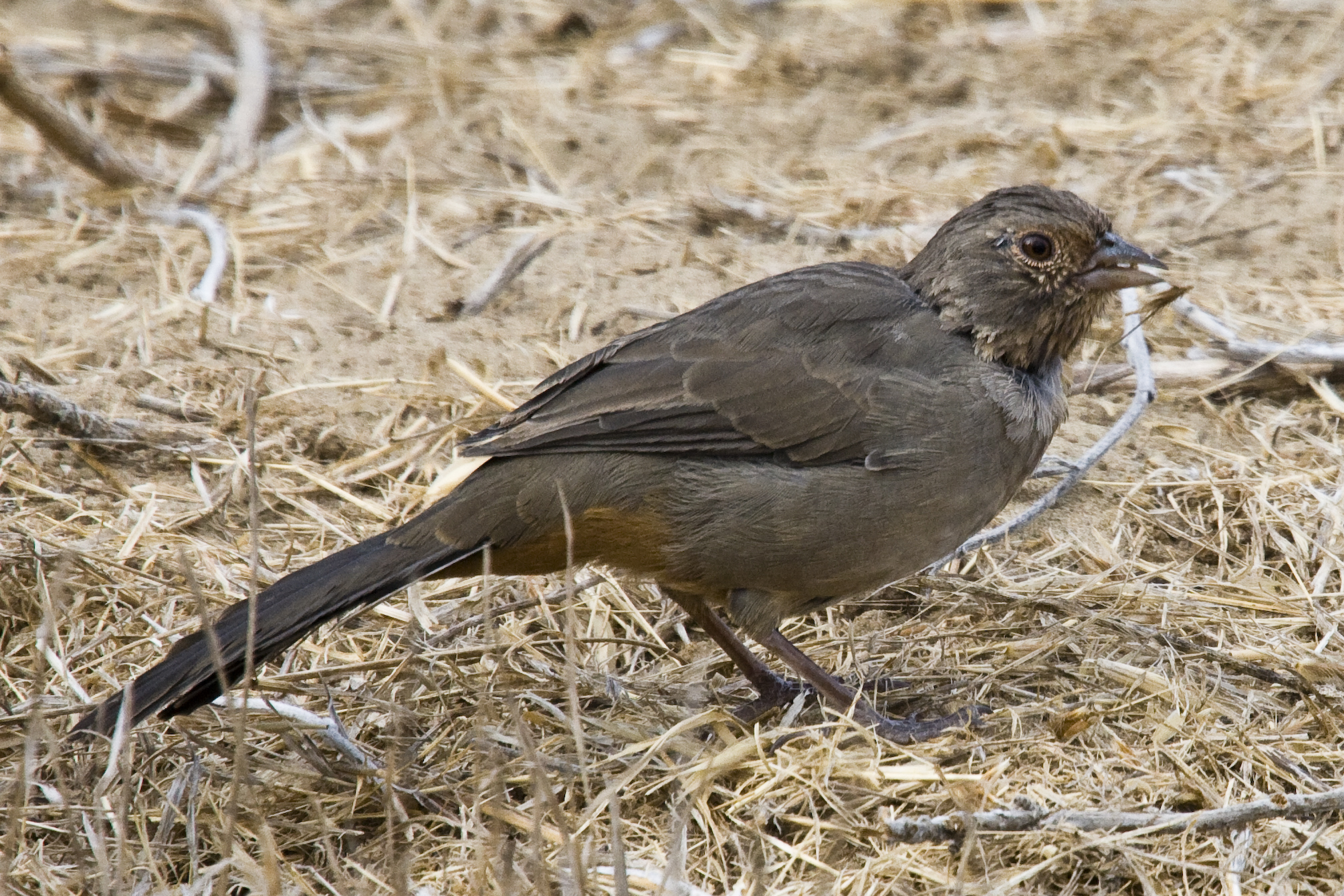
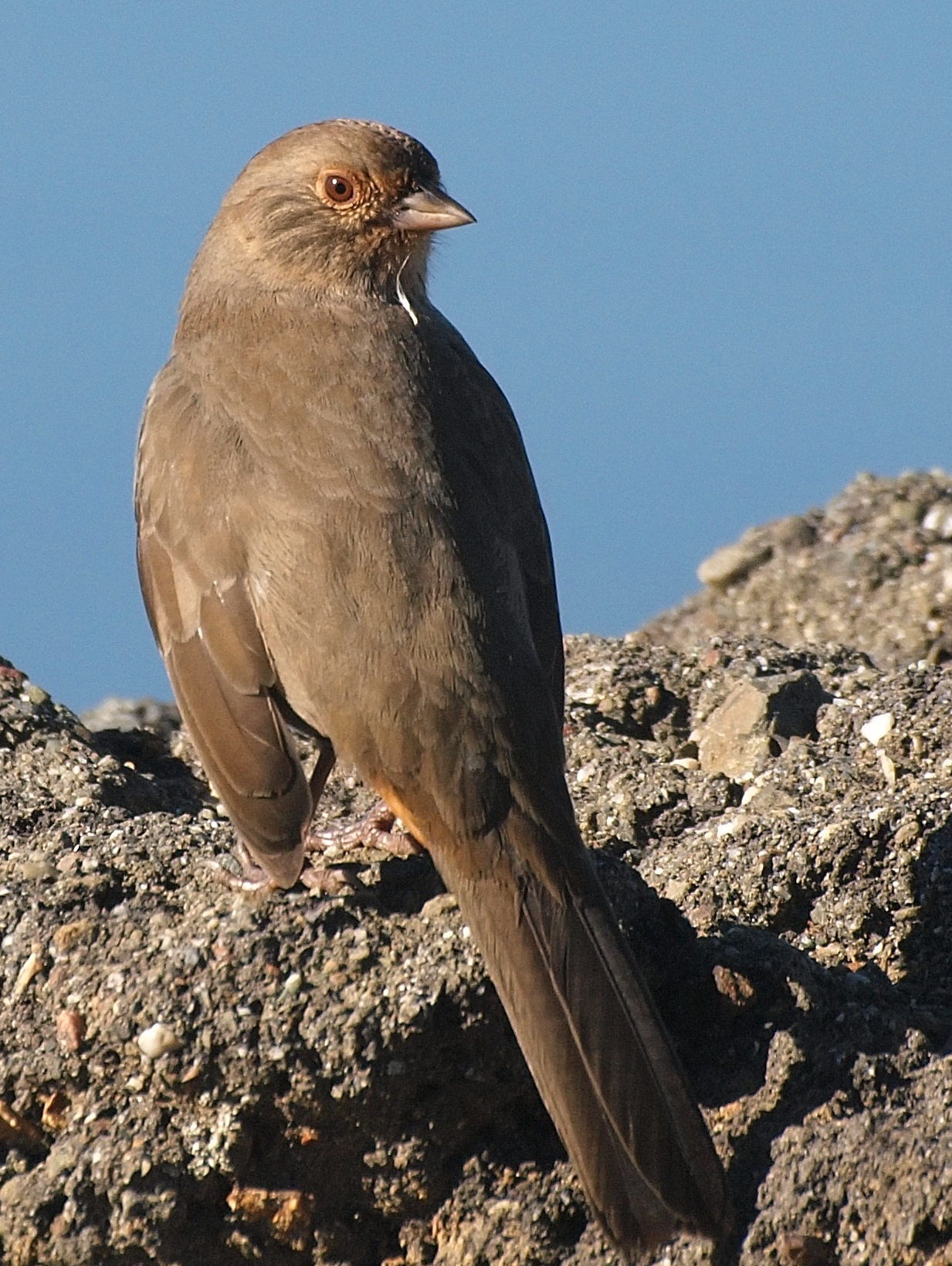